# Attilio Marinangeli
Attilio Marinangeli (Torre di Morro, 20 ottobre 1913 – Roma, 9 giugno 1970) è stato un missionario italiano dell'Istituto missioni Consolata.

## Biografia[1]
Attilio Marinangeli nacque a San Ginesio, precisamente a Torre di Morro, il 20 dicembre 1913 da Amedeo Marinangeli ed Albina Cardarella, una famiglia contadina proprietaria di un podere. Colpito da un angina pectoris che gli stava per procurare la morte per soffocamento, la madre pregò la Vergine Maria per riaverlo sano ed in cambio della sua salute lei lo avrebbe consacrato. Dopo le preghiere, la madrina di battesimo gli tolse le lenzuola e notò che stava riprendendo colore, quindi il padre effettuò un rimedio empirico comune, ovvero fare una cicatrice sulla gola e sul collo così da farlo respirare.

### Il sacerdozio e la vocazione missionaria
Sentendo la chiamata di Dio dopo la fanciullezza, ma non volendo abbandonare la sua famiglia, fu convinto a partire per il Seminario dai genitori quando una parente di famiglia raccontò che anche suo figlio voleva intraprendere il percorso ecclesiastico in compagnia e, dopo essere entrato ed aver studiato greco e latino ed essersi dedicato alla vita contadina, al posto di affrontare gli esami di Stato per insegnare al ginnasio e al liceo, si concentrò sul sacerdozio che ottenne il 19 marzo 1937 celebrando la prima messa nella Pieve Collegiata di San Ginesio. Il vescovo di Camerino Ettore Fronzi gli affidò l'incarico di viceparroco di Pioraco, ruolo che ricoprirà fino al 1940 quando venne nominato vicerettore del Seminario di Camerino e Rettore nel 1950.

### Il rapporto con mons. Giuseppe D'Avack
Essendo il suo insegnamento in Seminario molto moderno per l'epoca, come l'utilizzo dei dispositivi tecnologici quali televisioni e radio e la scelta di gite fuori porta nei Monti Sibillini, si trovò a scontrarsi spesso con le opinioni e le regole imposte dal vescovo Giuseppe D'Avack, che prediligeva un insegnamento più chiuso e rigido, pensiero condiviso anche da alcuni colleghi insegnanti. Attilio, invitato dal vescovo a tornare come parroco a Pioraco, anche dopo la sua nomina a canonico della Cattedrale di Camerino, rifiutò e restò a Camerino fino al 1958, quando il 20 settembre venne accolto nell'Istituto missioni Consolata di Torino dopo le suppliche rivolte a mons. D'Avack di farlo partire come missionario in Africa.

### La partenza, la missione in Tanzania e la morte
Dopo aver concluso il percorso sotto la guida di Padre Rabajoli, il 2 ottobre 1959 venne assegnato alla diocesi di Iringa, Tanzania, che raggiunse però solamente nel 1960 dopo aver studiato l'inglese in Inghilterra. Il compito assegnatogli fu quello di insegnare catechismo e al seminario locale alla popolazione degli Wahehe, mentre nel tempo libero aiutava la popolazione con la costruzione di strutture con mattoni e terra bagnata, reperire cemento nelle cittadine più moderne con l'uso di un Land Rover o una Peugeot e svolgendo piccole attività come mugnaio, meccanico, agricoltore, elettricista, cacciatore e allevatore. Nel 1964 ricevette l'incarico di gestore dei centri missionari, all'epoca vacanti, di Weru e Mlolo, nel 1965. Negli anni seguenti si impegnò a migliorare la salute pubblica e l'istruzione, contribuendo a costruire ospedali e la scuola di Irandala. Il 17 marzo 1967, a Kibao, divenne amministratore apostolico della diocesi di Iringa dopo la morte di Attilio Beltramino. Nel 1969 gli venne diagnosticato un carcinoma gastrico che gli procurò la morte il 9 giugno 1970 a Roma, dopo un lungo calvario passato tra numerose cliniche romane. Il corpo è sepolto al cimitero di San Ginesio.